# Sobiesz
Sobiesz (niem. Säbrich, 633 m n.p.m.) – szczyt w Karkonoszach, w obrębie Pogórza Karkonoskiego.
Położony jest w zachodniej części Pogórza Karkonoskiego, nad najwyżej położonymi zabudowaniami Sobieszowa. Leży w grzbiecie odchodzącym od Grzybowca ku północnemu wschodowi. W grzbiecie tym występują: Trzmielak, Sobiesz i Ostrosz. Pod szczytem Sobiesza występują pojedyncze skałki.
Jak cały grzbiet, zbudowany jest z granitu karkonoskiego.
Porośnięty lasem regla dolnego.

## Turystyka
Szlaki turystyczne:
 – niebieski, prowadzący z Sobieszowa pod szczytem góry na Trzmielak i dalej na rozdroże pod Grzybowcem, a dnem doliny pod jego zachodnim zboczem (Cichą Doliną)  żółty szlak z Piechowic na Grzybowiec.